# AFC Amazon Forest Combat
AFC Amazon Forest Combat - é um evento de artes marciais mistas, organizado pela M1 Eventos.

## Eventos

### Amazon Forest Combat 1
AFC 01, também conhecido como Amazon Forest Combat 1, marcou a primeira edição do evento. Realizado pela M1 eventos, ocorreu no dia 14 de setembro de 2011 na Arena Poliesportiva Amadeu Teixeira em Manaus, Amazonas. O AFC 1 foi marcado pela despedida de Royler Gracie do MMA, num combate vencido pelo japonês Masakatsu Ueda. 

#### Card oficial de lutas
Card principal
- Luta 10:  Royler Gracie vs.  Masakatsu Ueda

Ueda derrotou Royler por decisão dividida.(30-27,28-29,29-28)
Card Preliminar
- Luta 09:  Paulo Filho vs.  Satoshi Ishii

Luta decidida pelos juízes como empatada.
- Luta 08:  Ronnys Torres vs.  Drew Fickett

Torres derrotou Fickett por nocaute (soco) aos 0:47 do primeiro round.
- Luta 07:  Maiquel Falcão vs.  Antônio Braga Neto

Braga Neto derrotou Falcão por Submissão (kimura) aos 4:26 do segundo round.
- Peso Meio-Médio:  Jordan Smith vs.  Karo Parisyan

Smith derrotou Parisyan por decisão dividida.(29-28,29-28,28-29)
- Luta 05:  Daniel Acácio vs.  Luis Sergio da Fonseca Melo

Acácio derrotou Fonseca Melo por nocaute (soco) aos 2:50 do primeiro round.
- Luta 04:  George Clay vs.  Anthony Birchak

Clay derrotou Birchak por Finalização (Mata-Leão) aos 1:29 do primeiro round.
- Luta 03:  Alexandre Almeida vs.  Daniel Aguiar

Almeida derrotou Aguiar por decisão unânime.(30-27,30-27,30-27)
- Luta 02:  Dileno Lopes vs.  Adson Jander

Dileno derrotou Jander por Finalização (guilhotina) aos 1:15 do primeiro round.
- Luta 01:  Rivaldo Junior vs.  André Leocadio

Rivaldo derrotou Leocadio por decisão dividida.(28-29,29-28,29-28)
________________________________________________________________________________________

### Amazon Forest Combat 2

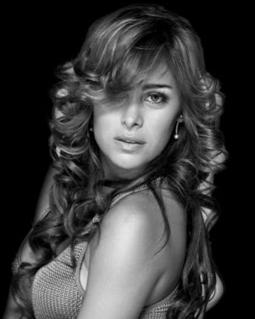
Larissa Riquelme

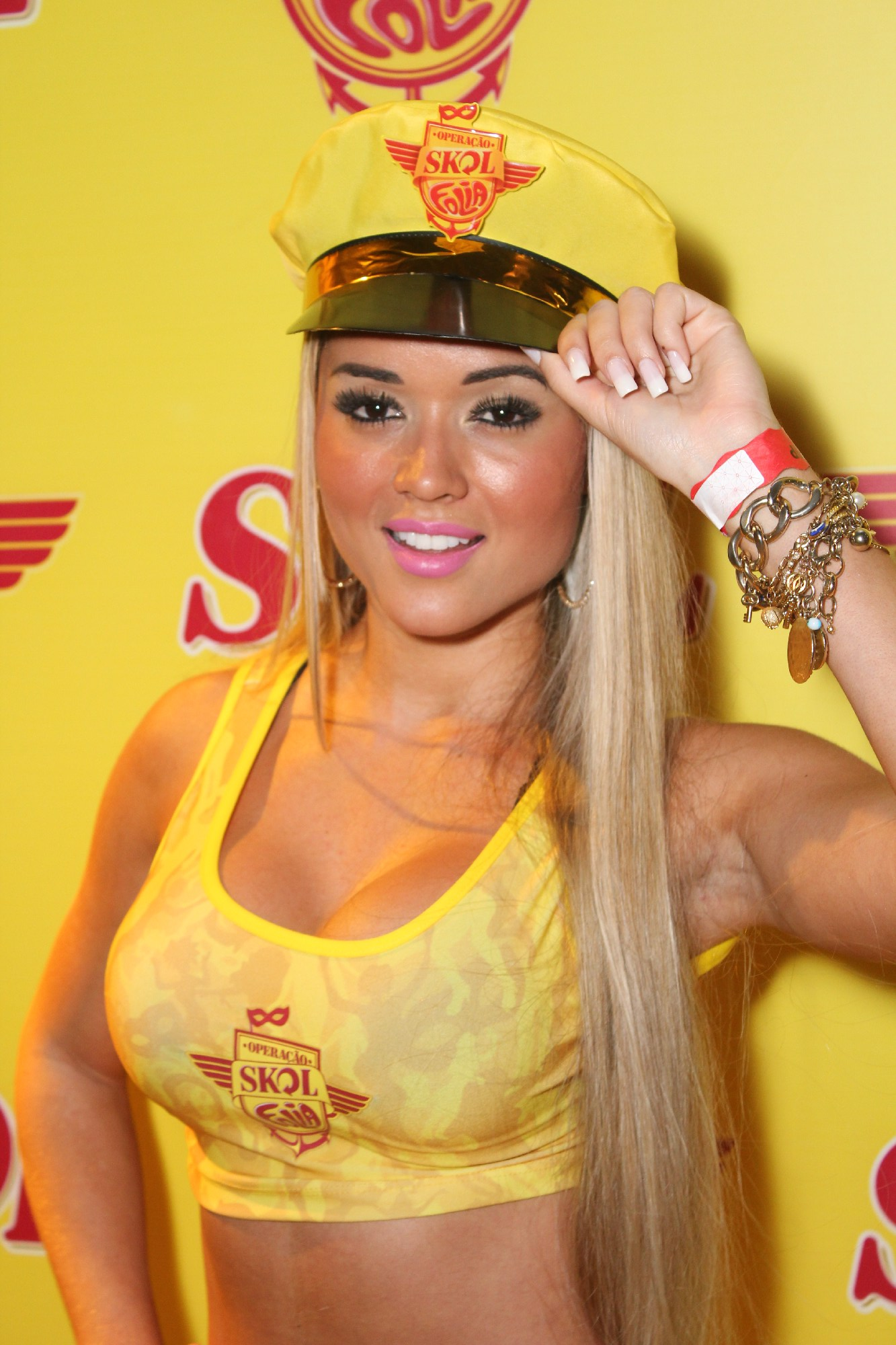
Aryane Steinkopf

AFC 02, também conhecido como Amazon Forest Combat 2, aconteceu no dia 31 de março de 2012 na Arena Poliesportiva Amadeu Teixeira em Manaus, Amazonas. Foi o primeiro evento com transmissão ao vivo pela Rede TV!.
O AFC 2 contou com as participações de Aryane Steinkopf, Nicole Bahls e da paraguaia Larissa Riquelme como ring girls.
A luta programada entre o japonês Satoshi Ishii e o camaronês Sokoudjou foi cancelada devido ao excesso de peso apresentado pelo lutador japonês. 

#### Card de Luta
Card principal
*Categoria 84kg:  Murilo Bustamante vs.  Dave Menne
Bustamante derrotou Menne por decisão dos juízes.
*Categoria 88kg:  Thales Leites vs.  Matt Horwich
Leites derrotou Horwich por Finalização (katagatame) aos 4:39 do segundo round.
*Categoria 84kg:  Gustavo Ximú vs.  Patrick Côté
Côte derrotou Ximú por nocaute técnico (soco) aos 2:44 do primeiro round.
*Categoria 77kg:  Daniel Acácio vs.  Pete Spratt
Spratt derrotou Acácio por decisão dos juízes.
*Categoria 73kg:  Ronnys Torres vs.  Ferrid Kheder
Torres derrotou Kheder por nocaute técnico (soco) aos 0:27 do primeiro round.
Card preliminar
*Categoria 61kg:  Dileno Lopes vs.  Javier Ocampo
Lopes derrotou Ocampo por finalização.
*Categoria 87kg:  Fabiano Capoane vs.  Emiliano Sordi
Sordi derrotou Capoane por nocaute técnico.
*Categoria 66kg:  Rivaldo Jr vs.  Marcelo Rojo
Rivaldo derrotou Rojo por decisão dos juizes.
*Categoria 66kg:  Fernando Vieira vs.  Pablo Javier Llampa
Vieira derrotou Llampa por nocaute técnico.
________________________________________________________________________________________